# 清朝续文献通考
| 十通               |
| 《通典》           |
| 《通志》           |
| 《文献通考》       |
| 《续通典》         |
| 《续通志》         |
| 《续文献通考》     |
| 《清朝通典》       |
| 《清朝通志》       |
| 《清朝文献通考》   |
| 《清朝续文献通考》 |

《清朝續文獻通考》，原名《皇朝續文獻通考》，清代劉錦藻撰，以己之力獨自完成。列為十通之一，與《清朝通志》《清朝通典》及《清朝文獻通考》，合稱為「清朝四通」。

## 內容
《清朝續文獻通考》，係續《清朝文獻通考》，據清代實錄、會典、則例等資料編成，于1912年成書。全書共三十考，四百卷。初稿原寫到光緒三十年（1904年），320卷，辛亥革命以後，續寫至宣統三年（1911年），記晚清126年間各種典章制度的激烈劇變。體例除《清朝文獻通考》的26考外，增加《外交》（交際、界務、傳教、條約）、《郵政》（總類、船政、路政、電政、郵政）、《實業》（總務、農務、工務、商務）、《憲政》等4考，共30考，下列136個子目卷。所載典章制度自乾隆五十一年至宣統三年止。其中《征榷考》新增《厘金》、《洋葯》，《實業考》的《新疆石油礦》條目，記述當時新疆油礦的開採情況。《清朝續文獻通考》的價值僅次於前三通。

## 目錄
《清朝續文獻通考》三十考目錄：田賦考十八卷（卷一至十八）、錢幣考六卷（卷十九至二十四）、戶口考二卷（卷二十五至二十六）、職役考二卷（卷二十七至二十八）、征榷考二十七卷（卷二十九至五十五）、市糴考六卷（卷五十六至六十一）、土貢考一卷（卷六十二）、國用考二十一卷（卷六十三至八十三）、選舉考十卷（卷八十四至九十三）、學校考二十一卷（卷九十四至一百十四）、職官考三十二卷（卷一百十六至一百四十六）、郊社考十卷（卷一百四十七至一百五十六）、群祀考二卷（卷一百五十七至一百五十八）、宗廟考七卷（卷一百五十九至一百六十五）、群廟考四卷（卷一百六十六至一百六十九）、王禮考十八卷（卷一百七十至一百八十七）、樂考十四卷（卷一百八十八至二百一）、兵考四十卷（卷二百二至二百四十一）、刑考十五卷（卷二百四十二至二百五十六）、經籍考二十六卷（卷通百五十七至二百八十二）、帝系考四卷（卷二百八十三至二百八十六）、封建考七卷（卷二百八十七至二百九十三）、象緯考十卷（卷二百九十四至三百三）、物異考一卷（卷三百四）、輿地考二十六卷（卷三百五至三百三十）、四裔考六卷（卷三百三十一至三百三十六）、外交考二十三卷（卷三百三十七至三百五十九）、郵傳考十八卷（卷三百六十至三百七十七）、實業考十五卷（卷三百七十八至三百九十二）、憲政考八卷（卷三百九十三至四百）。

## 版本
- 《十通》第十種，《皇朝續文獻通考》(肆百卷)，上海商務印書館，民國三十五(1946年)。 [2]
- 《清朝續文獻通考》(四百卷)，臺北文興刊本，民國四十八年(1959年)。 [2]